# Nikolaï Kochelev
Nikolaï Andreïevitch Kochelev (Никола́й Андрéевич Кóшелев), né le 3 mai 1840 dans le village de Serman du gouvernement de Penza et mort en 1918 à Petrograd, est un peintre russe dans le genre historiciste. Il est renommé pour sa peinture de genre, ses portraits, ses scènes religieuses.
Il est nommé académicien (1873) et professeur (1878) à l'Académie impériale des beaux-arts de Saint-Pétersbourg. Il était lié avec Ivan Kramskoï.

## Biographie

### Enfance
Kochelev naît dans une famille paysanne d'un village peuplé d'une majorité de Mordves. Il passe son enfance à Arzamas. Il fut envoyé à l'âge de onze ans à Nijni Novgorod chez un certain Davydov, artisan-peintre, car sa famille n'avait pas les moyens de le faire entrer dans une école d'art, comme celle de Stoupine à Arzamas. Cet apprentissage s'avère décevant et il rentre chez lui en 1853, avec le soutien de la châtelaine du lieu qui avait remarqué son talent, apprenant de lui-même les techniques de peinture. Elle l'envoie en 1856 à l'école de dessin de Kazan, où l'adolescent prend des leçons auprès d'un Italien, Botelli. Il commence à peindre pour les monastères et les églises environnantes et finalement est admis à l'automne 1860 à l'école de l'académie impériale des beaux-arts.

### Académie de peinture

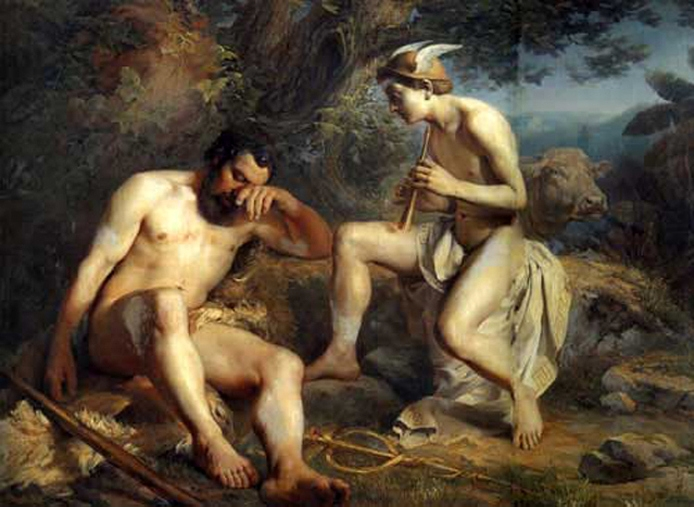
Mercure endormant Argus.

Kochelev est d'abord auditeur libre. Il n'est élève officiellement qu'en 1863. Il entre alors dans la classe de peinture historique d'Alexeï Markov et de Fidelio Bruni (Fiodor Bruni), mais avant cela le jeune homme avait déjà reçu en 1862 trois petites médailles d'argent pour une étude et dessin d'après nature représentant la vie de fonctionnaire, puis une grande médaille d'argent pour une étude. Il reçoit une petite médaille d'or pour son tableau Mercure endormant Argus en 1864. Sa situation matérielle s'améliore alors, car ses tableaux commencent à se vendre. Néanmoins à cause de son manque de moyen, il ne peut prendre part au concours pour la grande médaille d'or. Il quitte cependant l'académie en 1865 avec le rang d'artiste de première classe.

### Débuts

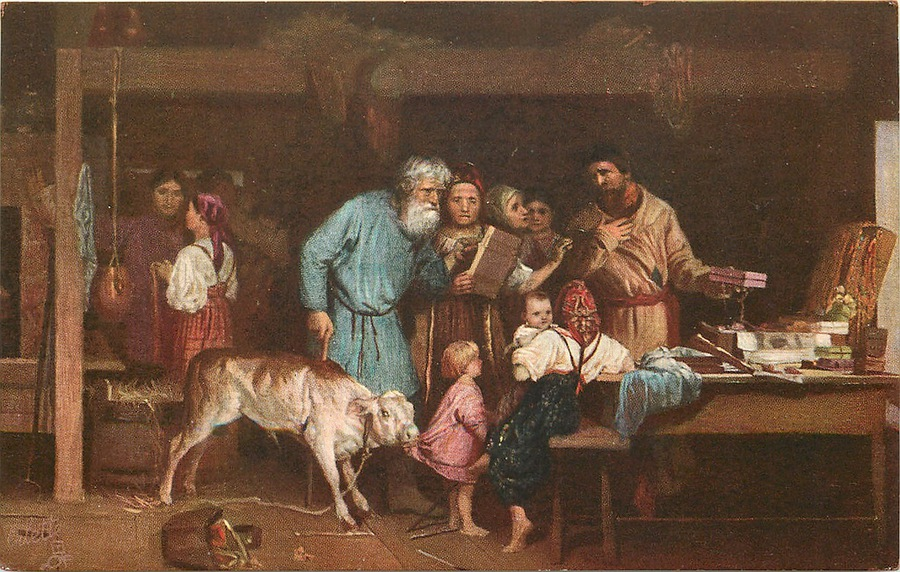
Scène paysanne.

Kochelev travaille d'abord à l'atelier de Krestonostsiev qui avait réuni des élèves de l'académie pour les aider matériellement. C'est ici qu'il peint les icônes destinées au monastère Saint-Nicolas de Staraïa Ladoga. Il fait partie en 1865 des artistes réunis par Ivan Kramskoï dans son atelier en ville (actif de 1863 à 1871). Il prend donc part aux expositions des peintres ambulants, la première en mars 1865, pendant la grande foire de Nijny-Novgorod.
Il reçoit cette même année commande de la maison d'éditions Dementiev et Zolotov pour illustrer Histoire de la Russie en images. Il produit plus de soixante tableaux. L'un d'eux illustrant une scène paysanne (Ofénia le vacher) sera primé par la Société de soutien aux artistes. Il est exposé aujourd'hui à la galerie Tretiakov.

### Palestine

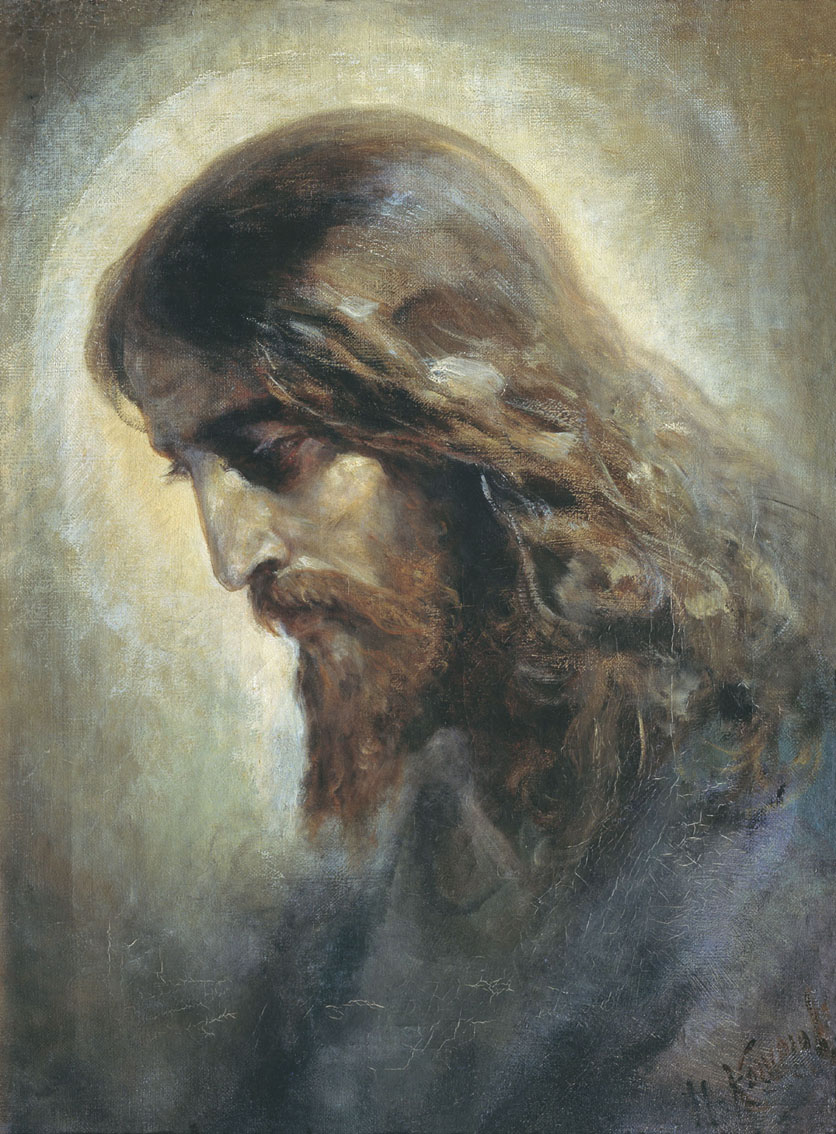
Portrait du Christ se trouvant dans la maison d'accueil Saint-Alexandre de la Société russe de Palestine.

Kochelev peint dix-huit grandes toiles pour la nouvelle église Saint-Alexandre-Nevski de la Société impériale de Palestine orthodoxe à Jérusalem entre 1891 et 1900. Elles mesurent 3,5 m sur 2 m et représentent les épisodes de la Passion du Christ, du Jardin de Gethsémani au Golgotha et en bas de chacune se trouvent les versets de l'Évangile concerné. Kochelev passe l'année 1891 en Palestine et produit nombre d'études et de paysages des lieux saints, dans un style romantique tardif, comme Tibériade, Le Lac de Tibériade, Le Lac de Tibériade et le Jourdain, La Laure Saint-Sabas, Le Pilier d'Absalon, La Vallée du Jourdain, Le Tombeau du prophète Élie et de l'apôtre Jacques à Jérusalem, Jérusalem, Vue de Jérusalem, Vue de la Vieille Ville de Jérusalem, Palestine...

### Œuvres d'églises
Kochelev peignit pour l'église de l'Exaltation de la Sainte-Croix de Genève, construite entre 1863 et 1865, les icônes du Sauveur et de la Vierge, ainsi que saints Cyrille et Méthode et l'Exaltation de la Sainte-Croix.
Il participa à la restauration de la coupole de la cathédrale Saint-Isaac de Saint-Pétersbourg en 1882.
De 1895 à 1899, il fut l'auteur d'esquisses pour les mosaïques de l'église du Sauveur-sur-le-sang-versé à Saint-Pétersbourg : celle du Christ en Gloire, sur le fronton sud, et à l'intérieur celle de la Fuite en Égypte et de la Transfiguration.

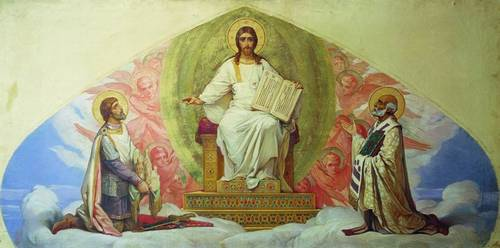
Christ en Gloire devant saint Alexandre Nevski et saint Nicolas (esquisse)
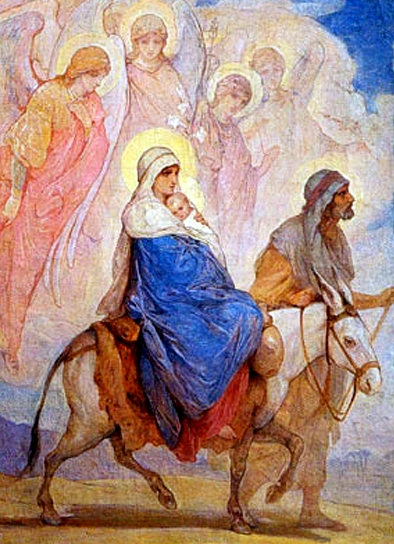
Fuite en Égypte (esquisse)
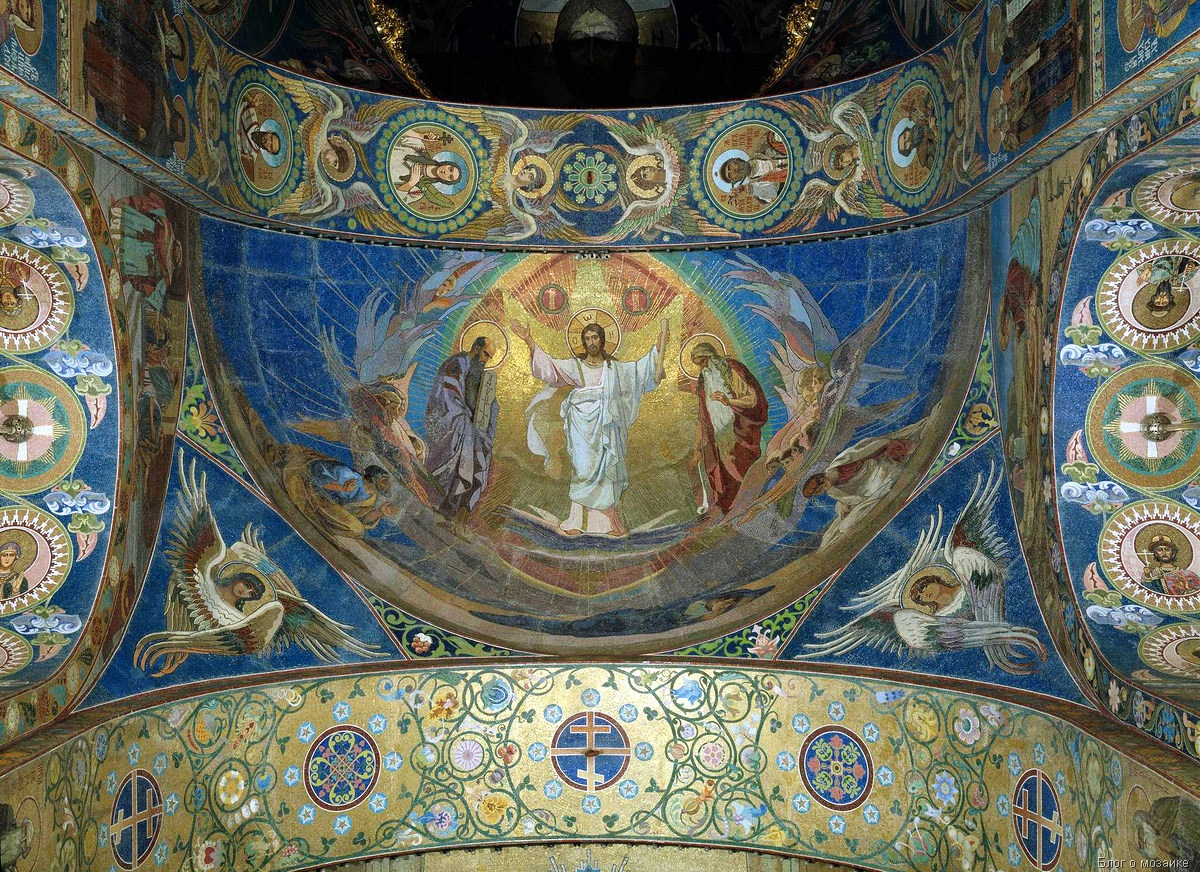
Mosaïque de la Transfiguration du Seigneur

Kochelev travaille aussi à un tableau représentant la Transfiguration du Seigneur et devant servir d'icône pour l'église de la Trinité de Buenos-Aires qui sera construite de 1898 à 1901. Il peint aussi entre 1900 et 1912 une série de tableaux pour la cathédrale orthodoxe de Varsovie. Lorsqu'elle sera démolie, sa mosaïque représentant Jésus devant le prince donateur et les anges sera transférée à la cathédrale de Baranavitchy.

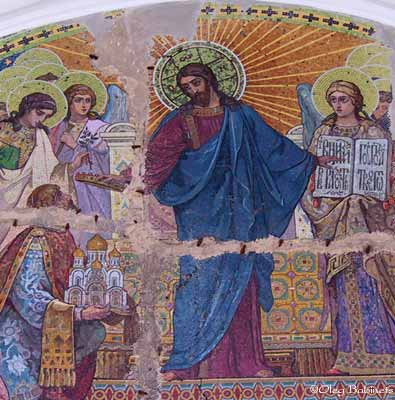
Mosaïque anciennement à la cathédrale russe de Varsovie
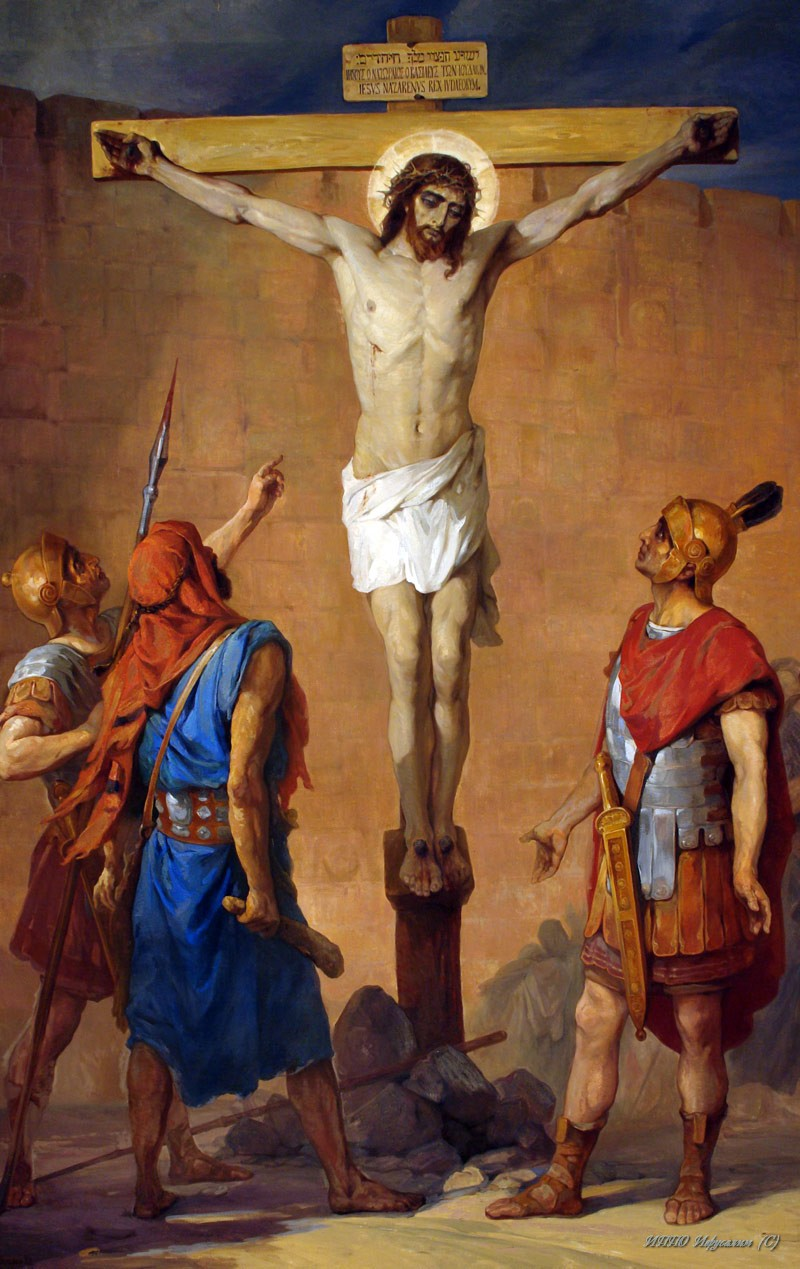
Le Christ injurié (église Saint-Alexandre de Jérusalem)
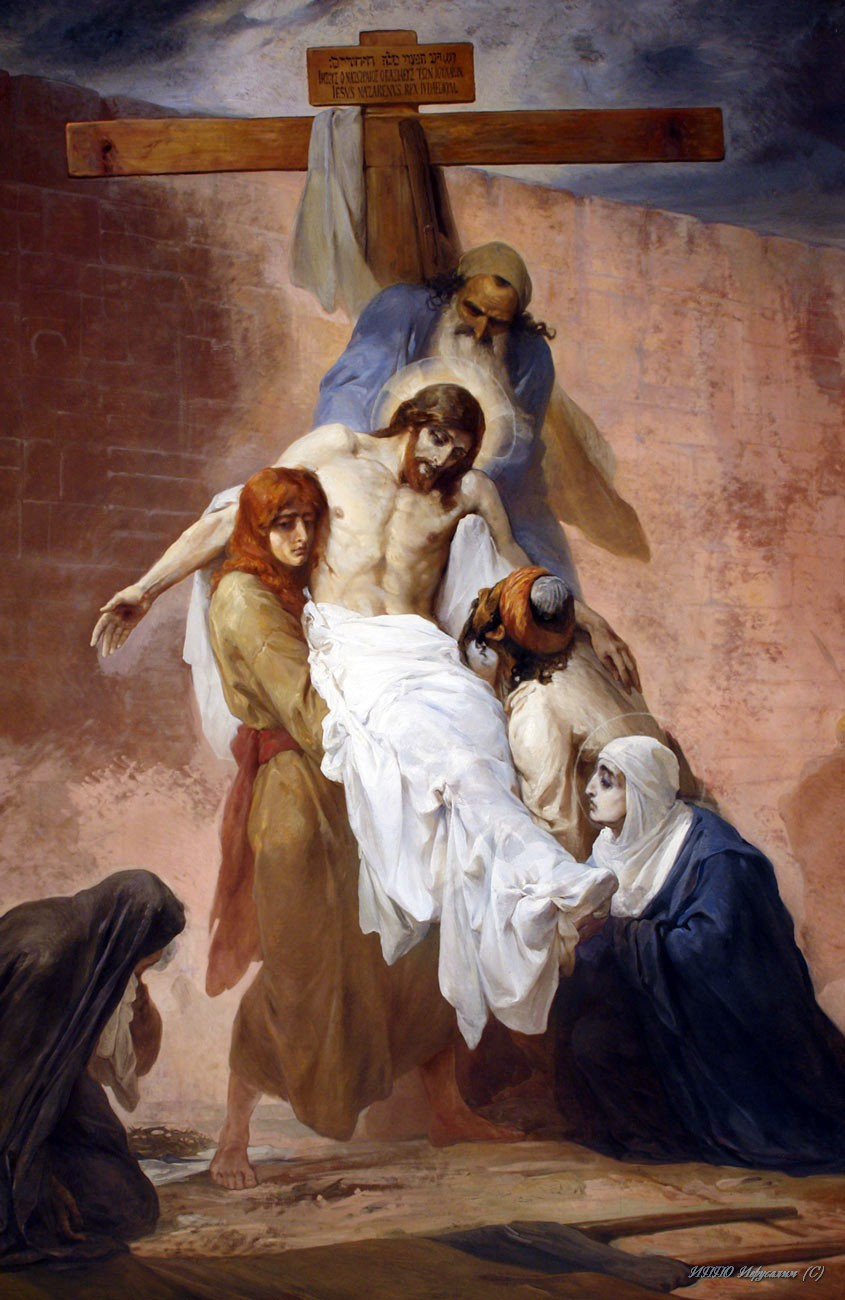
Descente de Croix (église Saint-Alexandre de Jérusalem)

De l'église de Vyritsa, près de Gatchina, construite en 1914, sont conservées les icônes de ND Consolatrice des Affligés et du Christ bénissant les Enfants, ainsi que le tondo de la Trinité.

### Enseignant
Kochelev est professeur de dessin et de peinture à l'École centrale de dessin technique, fondée à Saint-Pétersbourg par Alexandre de Stieglitz (aujourd'hui Académie Stieglitz). Il donne aussi des cours d'histoire de l'art à l'École de peinture, de sculpture et d'architecture de Moscou et est inspecteur pendant les décennies 1880 et 1890 à l'École Stroganoff des arts et de l'industrie.

### Voyageur et dernières années

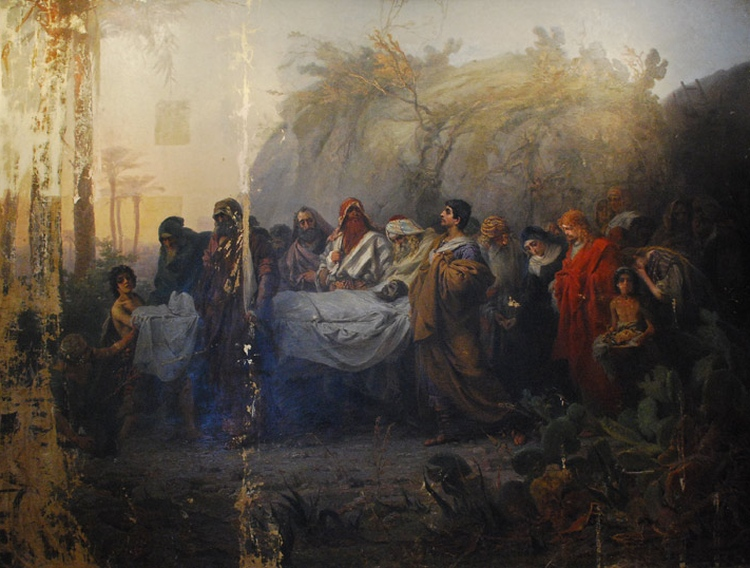
La Mise au Tombeau du Christ

Grâce à l'argent gagné en 1878 pour la cathédrale du Sauveur, Kochelev fit un long voyage à Berlin, Dresde, Francfort, Vienne, Paris. Il vit ensuite à Rome en 1880 et 1881. Il retourne après en Russie. Il habite principalement à Saint-Pétersbourg et à Moscou, où des expositions personnelles sont organisées dans ces villes ainsi qu'à Gatchina.
Il est l'un des fondateurs du musée d'art et d'histoire de Nijni Novgorod en 1894, auquel il fait don de plusieurs de ses œuvres. On peut distinguer La Mise au Tombeau du Christ et les esquisses des œuvres destinées à la cathédrale du Christ-Sauveur de Moscou. Il est membre de la  Société des artistes de peinture historique.
Il fait encore un long voyage en Crimée en 1903. Il participe à l'organisation en 1912-1913 de la tournée des artistes de Russie.
On ne connaît rien des dernières années de sa vie. Il disparaît dans la tourmente post-révolutionnaire en 1918.